# Хималайски кълвач
Хималайски кълвач (Picus squamatus) е вид птица от семейство Picidae.

## Разпространение
Видът е разпространен в Афганистан, Индия, Непал, Пакистан и Туркменистан.